# 滙豐英國
滙豐英國銀行有限公司（英語：HSBC UK Bank plc，簡稱：滙豐英國）是英國一間分隔運作的銀行，為滙豐控股有限公司的全資附屬機構，於2018年開始運營。滙豐集團在英國本土的財富管理及個人銀行業務和工商金融業務全部納入滙豐英國，以落實英國2019年1月1日起生效的《2013年金融服務（銀行改革）法》之要求。

## 歷史
2015年3月24日，滙豐控股因應英國監管當局要求零售銀行業務分隔運作，購入英國中部伯明翰佔地21萬方呎的中心競技場二號，並計劃於同年6月開始做初步準備，預計2019年1月之前將會有1000名員工搬入上址，作為新零售銀行及工商業務總部，該零售銀行會變成獨立的法定機構，擁有自己的董事局，並且只可以在有充足的財政資源下才可向母公司派息。
2015年12月23日，滙豐控股於英國公司註冊處注冊成立全資子公司，名稱中的意為分隔運作銀行（Ring-Fence Bank）。
2017年8月8日，公司變更名稱為，但於22日又再次改名作。
2018年6月27日，滙豐英國获英格兰银行审慎监管局颁发正式银行牌照。

## 業務
現時，滙豐英國在英國本土大約有327間分行，多數集中在英格蘭以及威爾斯，在蘇格蘭以及北愛爾蘭設有少量分行。